# Louis Tomlinson
Pour les articles homonymes, voir Tomlinson.
Louis William Tomlinson, né Louis Troy Austin le 24 décembre 1991 à Doncaster en Angleterre, est un chanteur et auteur-compositeur britannique.
Louis Tomlinson commence sa carrière en tant qu'acteur, apparaissant dans les films dramatiques If I Had You sur ITV et Waterloo Road sur BBC.
En 2010, il devient un membre des One Direction après avoir été éliminé en tant que candidat solo dans la compétition britannique The X-Factor. Il est le membre le plus âgé du boys band anglo-irlandais.
Just Hold On est le premier single de Louis Tomlinson en tant qu'artiste solo, sorti en décembre 2016, le plaçant à la deuxième place du chart UK Singles et a été certifié disque d'Or au Royaume-Uni et aux États-Unis. En 2017, Louis Tomlinson sort le single Back To You avec Bebe Rexha, puis le single Miss You.
En 2013, Louis Tomlinson signe pour une saison en tant que footballeur de l'équipe des Doncaster Rovers du Championnat d'Angleterre de D2 afin de lever des fonds pour une œuvre de charité locale. La même année, il forme son propre label nommé Triple Strings, avec comme empreinte du label des One Direction, Syco.
Il apparaît dans la liste de Debrett's en 2017 des personnalités les plus influentes du Royaume-Uni.

## Biographie

### Jeunesse
Louis Tomlinson est le fils biologique de Troy Austin, qui s'est séparé de sa mère, Johannah Poulston, alors qu'il n'était qu'un nouveau-né. Mark Tomlinson, nouveau compagnon de Johannah, l'a reconnu comme son fils. Louis Tomlinson a une demi-sœur du côté de son père biologique (Georgia Austin) et 5 demi-sœurs (Charlotte, Félicité, les jumelles Phoebe & Daisy Tomlinson et Doris Deakin) et un demi-frère (Ernest Deakin) du côté de sa mère. Louis Tomlinson n'entretient aucune relation avec son père biologique, qui a tenté de le recontacter une fois qu'il était devenu célèbre.
En mars 2013, sa mère se remarie avec Dan Deakin. Louis Tomlinson et Eleanor Calder, sa petite-amie, ses demi-sœurs, ainsi que les membres de One Direction sont présents au mariage.
En février 2014, sa mère Johannah donne une nouvelle fois naissance à des jumeaux (Ernest & Doris Deakin), issus de ce mariage. Le 7 décembre 2016, elle meurt d'une leucémie de forme agressive à 42 ans.
Le 13 mars 2019, sa demi-sœur Félicité « Fizzy » Tomlinson meurt à l’âge de 18 ans d’un arrêt cardiaque.
Louis Tomlinson fait ses études à la Hall Cross School (en). Il est le personnage principal Dany Zuko dans la comédie musicale Grease jouée dans son école et fait quelques reprises qu'il publie sur sa chaîne YouTube à l'âge de seize ans, dont Look After You du groupe The Fray, Because of You (en) de Ne-Yo, Crawl de Chris Brown, I Gotta Feeling des Black Eyed Peas ou encore Wonderwall d'Oasis.

### Carrière

#### 2010: The X Factor

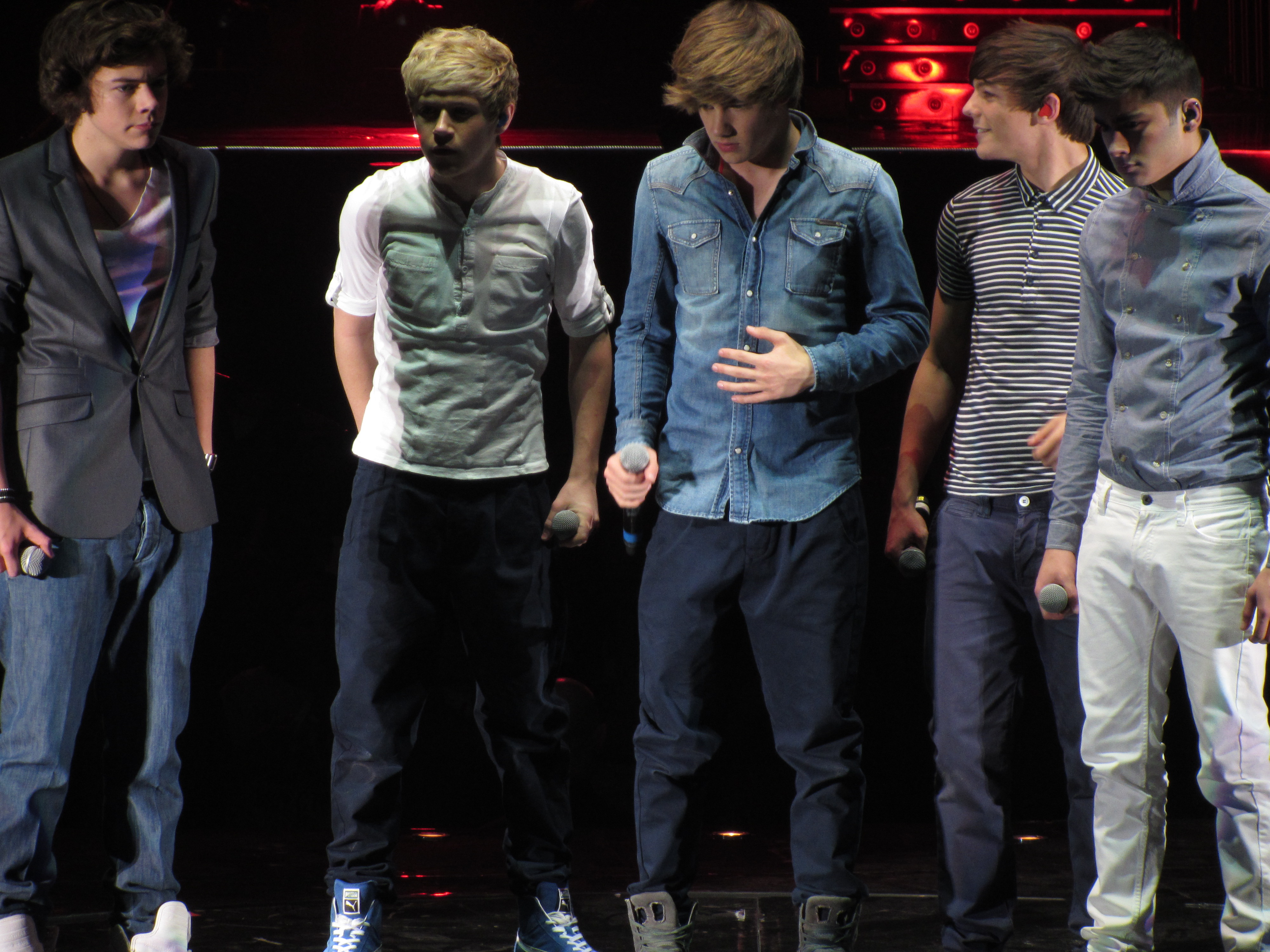
One Direction lors de la tournée X Factor en avril 2011 à Glasgow.

En tant qu'étudiant, Louis apparaît dans de nombreuses productions musicales. Étant très impliqué dans les productions musicales, le Hall Cross lui donne de l'ambition et de la détermination. Son rôle du personnage principal Dany Zuko dans la comédie musicale Grease le motive à auditionner pour l'émission The X-Factor. Il s'exprime plus tard dans une interview en 2017 que son autre motivation pour passer l'audition dans le télécrochet anglais, est qu'il a joué dans un groupe lorsqu'il avait 14 ans, et s'est fait remplacer par un nouvel élève : « J'étais en mode : Je vais passer les auditions à The X-Factor et je vous emmerde tous ! ».
Il auditionne pour la septième saison et reprend la chanson Hey There Delilah du groupe Plain White T's. Il progresse dans la catégorie « Garçons » jusqu'à l'épreuve dite du bootcamp. Simon Cowell et Nicole Scherzinger prennent la décision de réunir Tomlinson, Liam Payne, Harry Styles, Zayn Malik et Niall Horan afin qu'ils forment ensemble un groupe,. Ensuite ils ont deux semaines pour apprendre à se connaître et s'entraîner en groupe. C'est Harry Styles qui trouve le nom du groupe : One Direction. Pour se qualifier dans la maison des juges, ils interprètent en version acoustique la chanson Torn reprise par Natalie Imbruglia. Ils vont en finale et terminent 3e de la compétition mais gagnent en popularité au Royaume-Uni.
Le groupe signe un contrat avec le label discographique Syco Music.

#### 2011-2015: One Direction

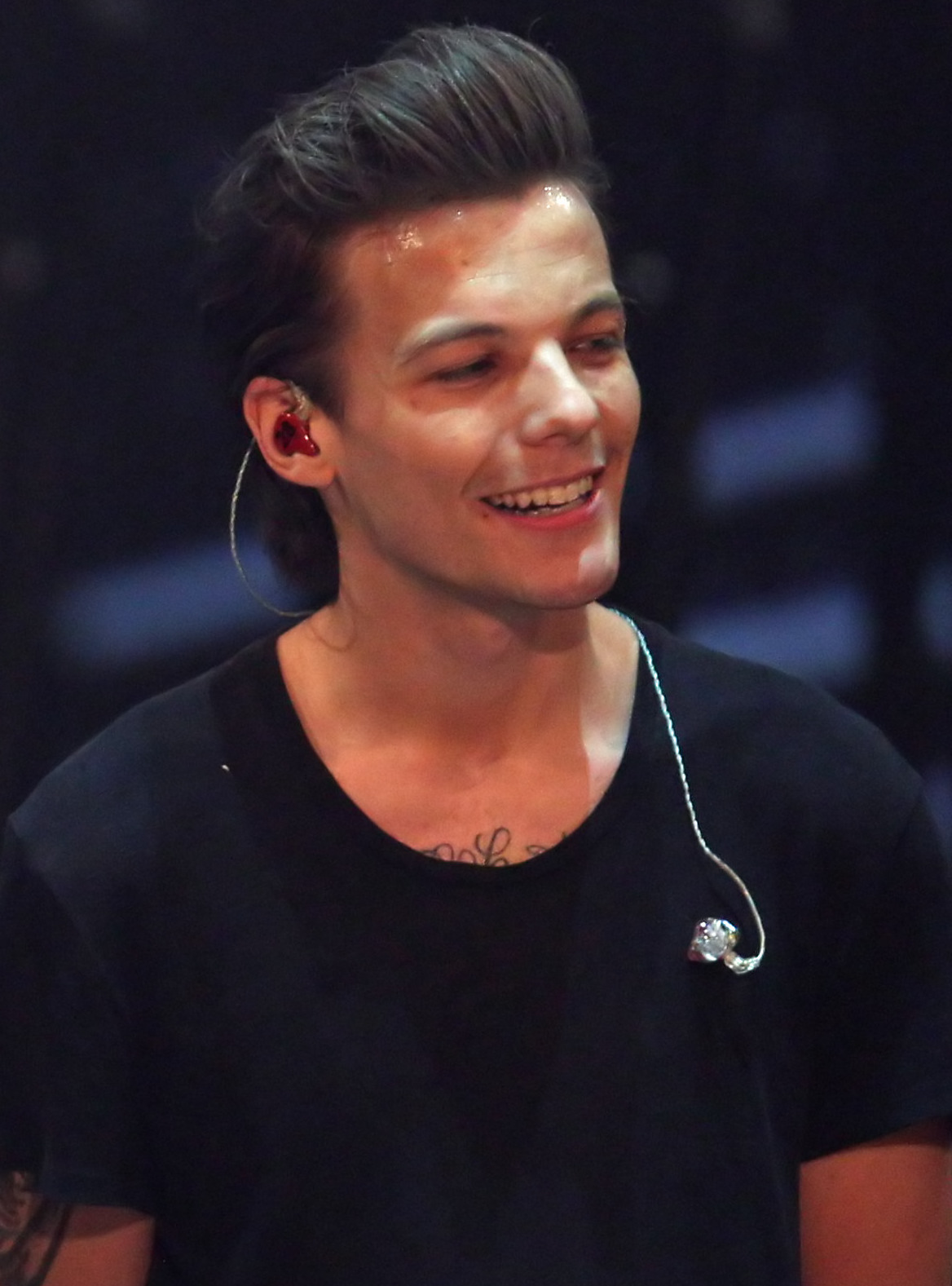
Louis Tomlinson lors de la tournée Where We Are (2014).

Après l'émission The X-Factor, il est confirmé que les One Direction ont signé un contrat de deux millions de dollars (environ 2,3 millions d'euros) avec le label de Simon Cowell, Syco. Le groupe commence alors à préparer son premier album. En février 2011, le boys band et les autres candidats participent à The X-Factor Live Tour. Durant la tournée, ils jouent devant 500 000 personnes à travers le Royaume-Uni. En avril 2011, la tournée s'achève et le groupe continue de travailler sur son premier album. Celui-ci est enregistré à Stokholm, Londres et Los Angeles avec les producteurs Carl Falk, Savan Kotecha, Steve Mac et Rami Yacoub. Les One Direction sortent leur premier single What makes you beautiful en septembre 2011, qui se classe numéro 1 dans le chart UK Singles, suivi par leur premier album Up All Night, deux mois plus tard.
En novembre 2012, One Direction sort son deuxième album, Take Me Home, qui se place à la première place au Royaume-Uni, aux États-Unis et dans de nombreux pays, et le single Little Things se classe une nouvelle fois numéro 1 au Royaume-Uni.
En août 2013, le film documentaire One Direction : This Is Us réalisé par Morgan Spurlock a récolté 68.5 Millions $ à travers le monde entier.
Le troisième album du groupe Midnight Memories sort le 25 novembre 2013, suivi par le quatrième album intitulé sobrement Four en novembre 2014. Les membres du groupe révèlent en août 2015 qu'ils feraient une pause après la sortie de leur cinquième album Made In The A.M, prévu pour novembre 2015.
Propulsés par le succès international et la puissance des réseaux sociaux, les One Direction ont battu de nombreux records, se plaçant en tête de nombreux classements et générant de nombreux singles.
Souvent décrit comme une « invasion britannique » aux États-Unis, le groupe a vendu plus de 35 Millions d'albums dans le monde entier selon leur société de management Modest! Management. Cette réussite inclut 7 BRIT Awards, 7 American Music Awards et 4 MTV Video Music Awards.
D'après Nick Gatfield, chef exécutif chez Sony Music Entertainment, les One Direction représentent un empire de 50 Millions $ en 2012. Ils ont été proclamés top nouvel artiste par Billboard. Louis Tomlinson ainsi que les autres membres de One Direction ont fait une apparition dans la série iCarly au printemps 2012. Louis Tomlinson cite Robbie Williams comme étant son idole. Dans une interview pour le magazine Now, il dit « J'ai toujours adoré Robbie, il est juste culotté, il peut sortir avec tout ! Ses performances sont incroyables ». Il admire aussi son compatriote britannique, l'artiste Ed Sheeran, le décrivant comme « phénoménal ».

#### 2015-2018: Projets télévisuels et premiers projets en solo
Tomlinson apparaît à nouveau dans l'émission The X Factor lors de la douzième saison en 2015, aidant Simon Cowell dans ses décisions lors de l'étape des maisons des juges,. Il indique être intéressé pour devenir un juge permanent de l'émission pendant la pause du groupe. Il participe également à la onzième saison de America's Got Talent en tant que juge invité.
Après la pause du groupe, Tomlinson sort son premier single "Just Hold On", en collaboration avec le DJ américain Steve Aoki, le 10 décembre 2016. La chanson est interprétée en direct lors de la finale de la treizième saison de The X Factor. Quelques jours avant la performance, la mère de Tomlinson est morte et il lui dédie la chanson et considère ce moment comme le plus difficile de sa carrière et de sa vie. En juillet 2017, le chanteur diffuse le single Back to You avec la chanteuse américaine Bebe Rexha et le DJ Digital Farm Animals. Le clip vidéo de la chanson est tourné dans sa ville natale ainsi qu'au stade du Doncaster Rovers Football Club,. Plus tard, il est annoncé que Tomlinson signe un contrat d'enregistrement avec Epic Records.
Le chanteur devient juge dans la quinzième saison de l'émission The X Factor aux côtés de Cowell, Robbie Williams et Ayda Field, en juillet 2018.

#### 2019 - 2021:Walls
En février 2019, Tomlinson signé un accord avec Arista Records, et a sorti sa chanson "Two of Us". La chanson est un hommage à sa mère.

### Carrière dans le Football
Louis Tomlinson, qui a une expérience dans le football, ayant joué et dirigé sa propre équipe appelée Three Horseshoes, a accepté de jouer pour une œuvre caritative au Stade Keepmoat, dans sa ville natale de Doncaster, pour récolter des fonds pour l’association Bluebell Wood. Le club de football des Doncaster Rovers a proposé a Louis Tomlinson de rejoindre le club hors-contrat, afin d'attirer l'attention sur l'opération de solidarité et d'en assurer la publicité. Le contrat de Louis a été négocié pour qu’il soit un joueur en développement, participant au jeu en tant que réserviste pour respecter ses engagements musicaux avec les One Direction. Le numéro 28 lui a été attribué pour la saison 2013-2014. A ce propos, Louis déclare : « C’est incroyable, vraiment. J’ai toujours été un grand fan de football depuis longtemps et j’ai grandi à Doncaster. J’ai tellement rêvé de jouer au stade Keepmoat. Faire partie du club, c’est incroyable ! ». Le manager des Rovers, Paul Dickov, plaisante :  « Il a raté la saison d’entraînement et il a des vacances en Amérique, donc on devra le virer bientôt.»

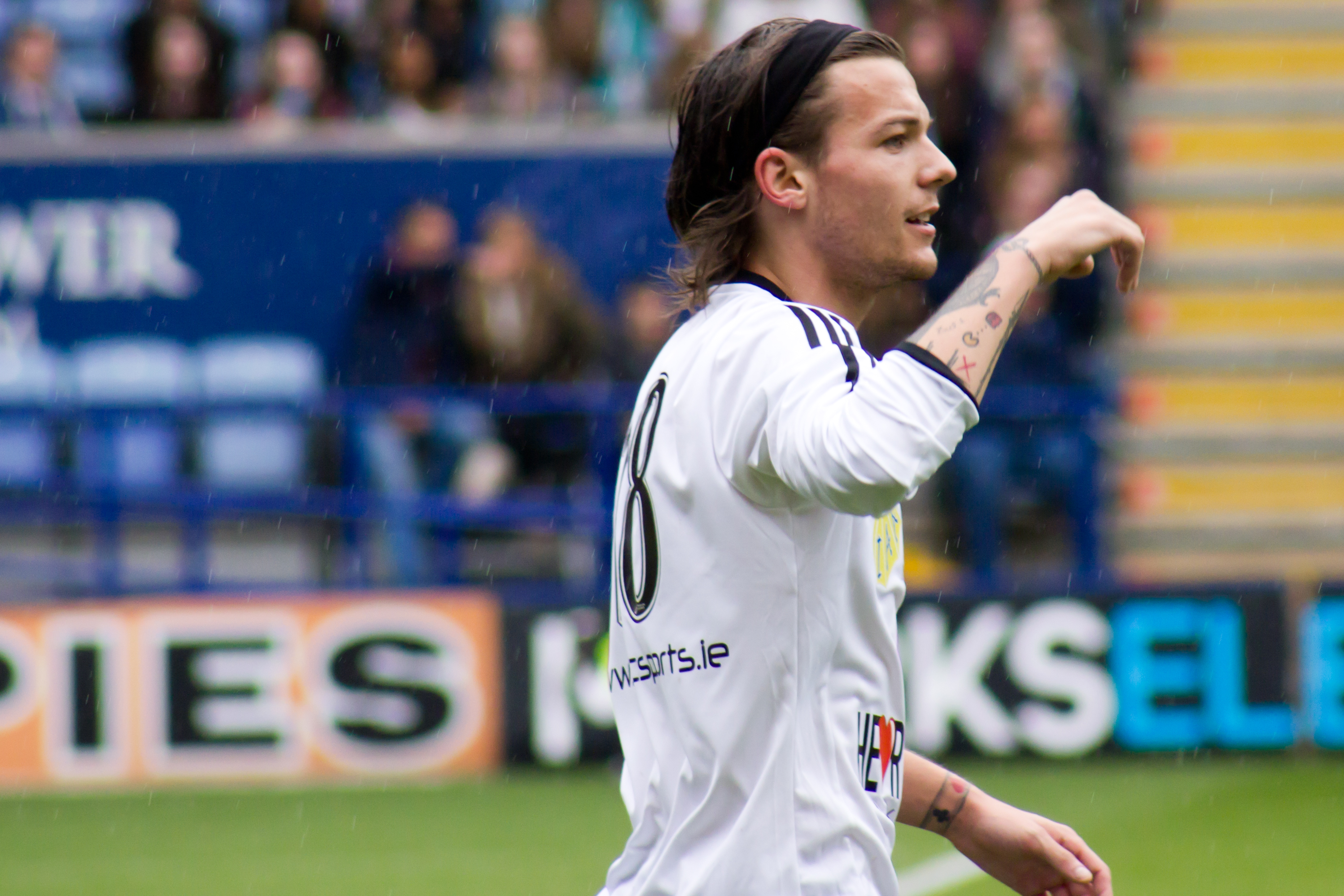
Louis Tomlinson jouant pour une œuvre de charité (2014).

Le 3 septembre 2013, il est annoncé que Louis Tomlinson ferait ses débuts en tant que réserviste de l’équipe de Doncaster pour un match de la Central League contre Scunthrope United, le 18 septembre. Malgré le fait qu’il s’agisse de l'équipe réserve, Doncaster a annoncé qu’une billetterie spéciale serait mise en place pour le match.
Le 8 septembre, Louis Tomlinson a joué avec l’équipe du Celtic Glasgow dans un autre match de charité pour Stiliyan Petrov. Durant le match, Louis Tomlinson a sévèrement été blessé à la suite d’un tacle par l’attaquant anglais Gabriel Agbonlahor de l’équipe d'Aston Villa. Il a été immédiatement remplacé. Après ce tacle, Agbonlahor, a reçu des injures de la part des fans de One Direction sur Twitter, qui a du s’excuser envers Louis.
À la suite des blessures subies durant le match, Louis Tomlinson a ensuite été contraint de se retirer du match contre Scunthrope, préférant rester sur le banc de touche mais promettant que le match serait reprogrammé.
Ses débuts reprogrammés au sein de la réserve de Doncaster dans la Central League se font, à la 65e minute comme remplaçant alors que le score contre Rotherham United est de 0-0, lors du match de charité en aide aux enfants hospitalisés avec Bluebell Wood, le 26 février 2014.
Louis Tomlinson a participé au match de charité organisé par Niall Horan le 26 mai 2014 au stade King Power.
Le 19 juin 2014, Louis Tomlinson et John Ryan confirment être copropriétaires du club Doncaster Rovers. Il est annoncé plus tard que finalement la copropriété a échoué car Louis Tomlinson est encore impliqué dans le club en tant que joueur.
Louis Tomlinson retourne au Celtic Park, le 7 septembre 2014 pour prendre part au match de charité organisé par MAESTRIO, ayant été recruté par Rio Ferdinand pour jouer dans les All-Stars contre les Maestros de Paul McStay. Environ 25 000 personnes ont assisté au match, tandis que le bénéfice a été reversé à de nombreuses organisations de charité telles que : UNICEF, War Child, Celtic Foundation et Rio Ferdinand Foundation.

### Vie privée
Au lycée, Louis Tomlinson est en couple avec Hannah Walker ; ils rompent en 2015,. En août 2015, Louis Tomlinson révèle dans la presse qu'une styliste américaine de 23 ans, Briana Jungwirth, avec qui il a eu une liaison d'avril à mai 2015, est enceinte et qu'il allait devenir père,,,. Leur fils est né en janvier 2016. Louis Tomlinson a demandé la garde alternée de son fils au mois de février auprès d'un juge américain, citant le fait que la mère lui interdisait l'accès à son fils et qu'elle demandait une augmentation significative de la pension alimentaire qu'elle recevait. Louis Tomlinson n'a, à ce jour, pas demandé de test de paternité pour son fils. Après avoir été en couple avec l'actrice américaine Danielle Campbell de 2015 à 2016, Louis Tomlinson reprend, en janvier 2017, sa relation avec Eleanor Calder, avec qui il avait été en couple de 2011 à 2015,.
Le 3 mars 2017, il est arrêté à la suite d'une bagarre impliquant un photographe et plusieurs groupies, dans la zone de récupération des bagages de l'aéroport de Los Angeles. Le 6 janvier 2023 il annonce être de nouveau célibataire Il a fait l'objet de rumeurs de la part de Larries, qui pensent qu'il est dans une relation amoureuse avec Harry Styles,:173–174.

## Philanthropie
Alors que les One Direction participent activement à des œuvres caritatives, Louis Tomlinson s'implique également en dehors du groupe. Lui et son ami Liam Payne, autre membre des One Direction, ont co-organisé un bal de charité au profit de Believe In Magic, une organisation qui aide les enfants malades en phase terminale. A cette occasion, tous deux ont participé à une vente aux enchères et Louis a donné 10 000 £ (~11 500 €) pour que le visage de Liam soit peint pendant la soirée. Louis Tomlinson a ensuite personnellement donné 2 Millions £ (~ 2 400 000 €), tandis que Liam a donné 5 Millions £ (~5 800 000 €),. Les autres membres du groupe Harry Styles et Niall Horan n'ont pas pu participer au bal de charité, mais ont tous deux fait une donation pour Believe In Magic.
Louis Tomlinson s'est engagé pour de nombreuses causes et a été impliqué dans de nombreuses opérations, notamment au profit du centre pour enfants malades Bluebell Wood, en compagnie de son directeur. Il est très actif sur les réseaux sociaux pour aider à la sensibilisation et au soutien des diverses œuvres caritatives auxquelles il apporte son aide, c'est ainsi que pour son 23e anniversaire les fans de One Direction ont établi une donation pour Bluebell Wood et ont placé la barre très haut pour cette donation. Louis s'est également tourné vers les réseaux sociaux avec sa famille pour l'organisation Niamh's Next Step, lui offrant davantage de followers sur Twitter et davantage d'attention pour la cause.
En avril 2016, Louis Tomlinson annonce rejoindre le Soccer Aid de 2016, un match organisé par l'UNICEF afin de récolter des fonds. Il joue le 5 juin suivant dans l'équipe des anglais avec Robbie Williams, Olly Murs, Paddy McGuinness, Jack Whitehall, Marvin Humes et John Bishop, notamment contre son confrère des One Direction Niall Horan qui était dans l'équipe du reste du monde[source secondaire souhaitée].

## Discographie

### Avec les One Direction
Albums studio
- 2011 : Up All Night
- 2012 : Take Me Home
- 2013 : Midnight Memories
- 2014 : Four
- 2015 : Made in the A.M.

### En solo

#### Albums
| Titre               | Détails                                                                            | Meilleur classement | Meilleur classement                                                                                  | Ventes | Certifications |   |   |   |   |
| ------------------- | ---------------------------------------------------------------------------------- | ------------------- | --- | ------ | -------------- | - | - | - | - |
| Titre               | Détails                                                                            | Walls               | - Sortie : 31 janvier 2020 - Label : Sony Music, Syco Music - Format : Téléchargement, CD, Streaming | Ventes | Certifications | — | — | — | — |
| Faith in the Future | - Sortie : 11 novembre 2022 - Label : BMG - Format : Téléchargement, CD, Streaming | —                   | — | —      | —              |   |   |   |   |

#### Singles
- 2016 : Just Hold On (avec Steve Aoki)
- 2017 : Back to You (featuring Bebe Rexha)
- 2017 : Just Like You
- 2017 : Miss You
- 2019 : Two of Us
- 2019 : Kill My Mind
- 2019 : We Made It
- 2019 : Don’t Let It Break Your Heart
- 2020 : Walls (chanson)